# 魔女っ娘。梨華ちゃんのマジカル美勇伝
『魔女っ娘。梨華ちゃんのマジカル美勇伝』（まじょっこりかちゃんのマジカルびゆうでん）は、2004年10月4日から同年12月24日までテレビ東京・テレビ北海道で放送されていた深夜の10分間の帯番組である。基本的に平日（月曜深夜〜金曜深夜）の24:50からの放送であったが、繰り下げになることも有った。エス・エス・エム制作。製作著作はテレビ東京ミュージック。

## 番組概要
出演していたのは、当時の2004年9月23日にシングル「恋のヌケガラ」でデビューしたばかりの美勇伝（石川梨華、三好絵梨香、岡田唯）。更に、ハロー!プロジェクトより、様々なメンバーがゲストとして登場した。また、魔法学校の教師役として、多くの吉本興業所属の芸人が1人ずつMCで登場した（声のみの出演）。登場する教師毎に登場テーマ曲が有る。校長役のケンドーコバヤシは、同じ帯で過去に放送されていた「それゆけ!ゴロッキーズ」にもマスター役で登場していた為、石川梨華、小川麻琴、紺野あさ美の初登場回には「マスター」と呼ばれた。勿論校長なのでマスターと呼ばれても否定した。
美勇伝を初めとする出演者全員は、魔界から大和撫子を学ぶ為に日本にやって来たと言う設定であり、美勇伝の3人は魔女の格好をしている。石川梨華はピンク、三好絵梨香は緑、岡田唯は紫の衣裳である。またゲスト出演者は、魔界より日本の学校に留学している為に部活の格好をしているか、美勇伝と同じように魔界での格好をしている（下記参照）。メロン記念日に関しては、同じエス・エス・エム制作ということで、サイボーグしばたでのキャラクターのまま登場する。唯一、魔界出身ではないということになる。
番組では、「大和撫子を学ぶ為」のゲームを行う。MCがゲーム進行を行い、メンバーがそれに挑戦する。大半の回に於いて、Berryz工房のレコーディングやダンスレッスンの模様が1分程度挿入される。
最終週は石川梨華が出ないまま進行し、そして最後も最終回らしい演出やはっきりとした番組内での終了告知も無く終了した。このようなことになった理由に付いて、後に制作会社が公式ブログで明らかにした所によれば、この番組は6ヶ月続くのか3ヶ月で終了するのかはっきりしないまま制作をスタートし、間もなく3ヶ月目が終わろうとする時点で「特段の連絡が無ければ4ヶ月目以降も継続する」と考えて番組制作を行っていた所、直前になって番組が終了する旨を伝えられ、その時点ではもうどうしようも無かったので、不自然なのは承知の上であの様な形にするしか無かったとのことであった。
プロデューサーの両角によると、『モーニング娘。ラッキー7オーディション』の最終審査結果が2005年1月初旬に出るので、そこで選ばれた新メンバーをプッシュするドキュメント番組である「娘。ドキュメント2005」を放送する為に打ち切った、とのことだった。ただ、このオーディションの結果は該当者無しだった。

## 出演者
- 美勇伝（石川梨華、三好絵梨香、岡田唯）

### ゲスト出演者
- モーニング娘。
  - 小川麻琴（ソフトボール部）
  - 紺野あさ美（弓道部）
  - 亀井絵里（マネージャー）
  - 新垣里沙（バスケ部）
  - 道重さゆみ（テニス部）
  - 矢口真里（教師）
  - 高橋愛（チアリーダー）
- メロン記念日
  - 村田めぐみ（大山田研究所の研究員）
  - 大谷雅恵（大山田研究所の研究員）
  - 斉藤瞳（大山田研究所の研究員）
  - 柴田あゆみ（サイボーグしばた）
- W
  - 辻希美（いたずら好きの魔女）
  - 加護亜依（いたずら好きの魔女）
- カントリー娘。
  - 里田まい（いたずら好きの魔女のお目付け役）

### MC（声のみの出演）
- ケンドーコバヤシ  魔法学校校長・江田島コバ八郎
- 木村明浩（バッファロー吾郎） 魔法学校教頭・大豪院ガキ
- 松本真一 魔法学校臨時講師・ダヴィンチ
- 多田健二（COWCOW） 魔法学校保健教師・きりひと多田
- 川島明（麒麟） 魔法学校音楽教師・殿馬ガスト

## コーナー
番組のコンセプトが「大和撫子を学ぶ為」なので全てのコーナーに「なでしこ」の文字が入っている。
- なでしこスロット
- なでしこかるたあ行
- なでしこイメージ五重の塔
- なでしこ紙芝居
- なでしこ絵しりとり
- なでしこQ&Aバトルアタック45
- なでしこ備後
- なでしこジェスチャー
- なでしこ連想ゲーム?なでしこ天然女王決定戦
- なでしこひらめき合戦
- なでしこらくがき合戦
- なでしこ六重の塔

## 主題歌
エンディングテーマ
- 恋愛戦隊シツレンジャー/後浦なつみ
- 渡良瀬橋/松浦亜弥
- シャンパンの恋/メロン記念日
- 涙が止まらない放課後/モーニング娘。
- 恋の呪縛/Berryz工房
- ALL FOR ONE & ONE FOR ALL!/H.P.オールスターズ

## DVD
全てファンクラブ限定でDVD化された。未公開映像有り。
- 魔女っ娘。梨華ちゃんのマジカル美勇伝 Vol.1
- 魔女っ娘。梨華ちゃんのマジカル美勇伝 Vol.2

- Berryz工房成長記「よろしく! センパイ」

主として本番組の前々番組である「よろしく! センパイ」を収録したDVDであるが、本番組中で放送されたBerryz工房の追跡ドキュメントも収録している。
| テレビ東京 ハロー!プロジェクト ミニ番組 | テレビ東京 ハロー!プロジェクト ミニ番組                            | テレビ東京 ハロー!プロジェクト ミニ番組        |
| 前番組                                  | 番組名                                                             | 次番組                                         |
| --------------------------------------- | ------------------------------------------------------------------ | ---------------------------------------------- |
| 二人ゴト （2004年4月5日 - 10月1日）     | 魔女っ娘。梨華ちゃんの マジカル美勇伝 （2004年10月4日 - 12月24日） | 娘。ドキュメント2005 （2005年1月5日 - 4月1日） |